# Translokace (ekologie)

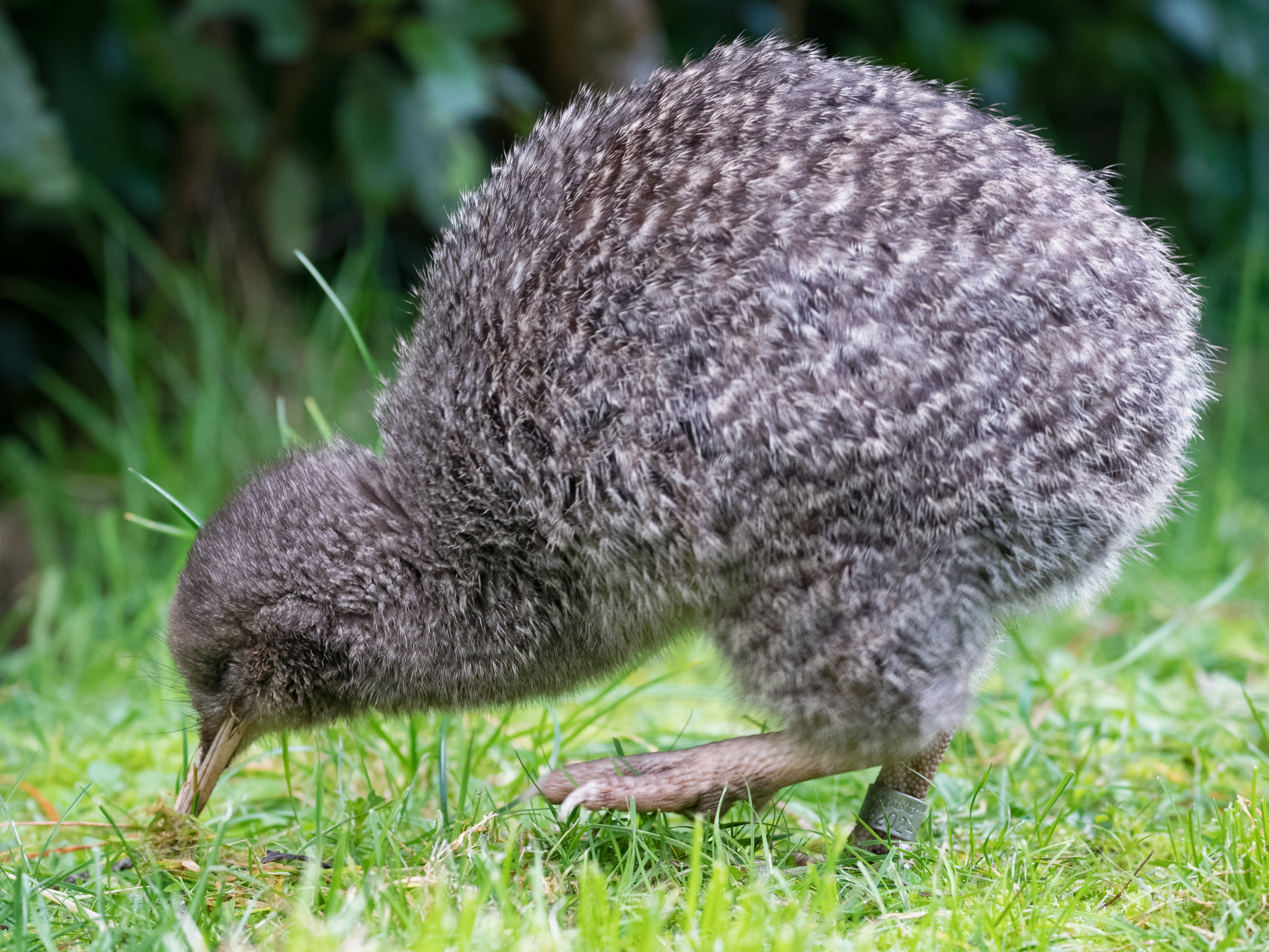
Kivi malý byl v rámci záchranných opatření introdukován na ostrov Kapiti, kde se nachází těžiště novodobého výskytu druhu

Translokace je v ekologii „člověkem zprostředkovaný přesun živých organismů z jedné lokality za účelem jejich vypuštění v lokalitě jiné“. Může se jednat o efektivní strategii managementu ochrany přírody, nicméně translokace druhů je vysoce náročná na zdroje a v minulosti nastalo mnoho neúspěšných druhových translokací. Translokace druhu (případně poddruhu či populace) může zlepšit jeho budoucí vyhlídky skrze rozšíření areálu výskytu, navýšení početnosti nebo založení nových populací. Translokace také pomáhá zvětšit biodiverzitu v místě vypuštění.

## Typy translokací

### Introdukce
Introdukce v rámci ochrany přírody znamená záměrné přemístění organismu do oblasti, která není místem jeho přirozeného výskytu. V širším slova smyslu se může jednat i o nechtěnou introdukci (případně záměrnou introdukci s nechtěnými následky) a v takovém případě se přemístěný druh může snadno stát invazním druhem. V rámci ochrany přírody se však introdukcí myslí cílená ochranná introdukce, která je vždy záměrná a její cílem je ochrana druhu. Mezinárodní svaz ochrany přírody rozlišuje 2 druhy ochranné introdukce:
- Asistovaná kolonizace (assisted colonization) neboli asistovaná migrace (assisted migration) znamená záměrné vypuštění druhu mimo oblast jeho přirozeného výskytu s cílem založení populací v místech, které mají lepší současné či budoucí podmínky pro život druhu.[5][1] Asistovaná kolonizace druhů je hojně debatována v moderní ekologické literatuře 21. století.[6] Nese sebou řadu ekologických, legální i etických otázek. Dá se předpokládat, že jak se budou zvětšovat dopady globálního oteplování na biotopy druhů, bude k asistované kolonizaci docházet stále častěji.[7] Příkladem asistované kolonizace může být novozélandský ostrov Tiritiri Matangi, kde od 70. let 20. století bylo introdukováno velké množství ptačích druhů z novozélandské pevniny. Na novozélandské pevnině se totiž nachází invazní druhy šelem a hlodavců, které přivedly řadu ptačích druhů na pokraj vyhynutí. Ostrovy jako Tiritiri Matangi, kam se žádní savčí predátoři dosud nedostali, slouží jako bezpečné přístavy celému zástupu endemických ptačích druhů.[8]
- Ekologické nahrazení (ecological replacement) značí záměrné vypuštění druhu mimo oblast jeho přirozeného výskytu s cílem zaplnění ekologické funkce druhu.[1] Příkladem může být bekasina Coenocorypha huegeli, která byla introdukována na ostrov Putauhinu, aby zaplnila ekologickou niku původní bekasiny Coenocorypha iredalei, která je již vyhynulá.[9]

### Reintrodukce

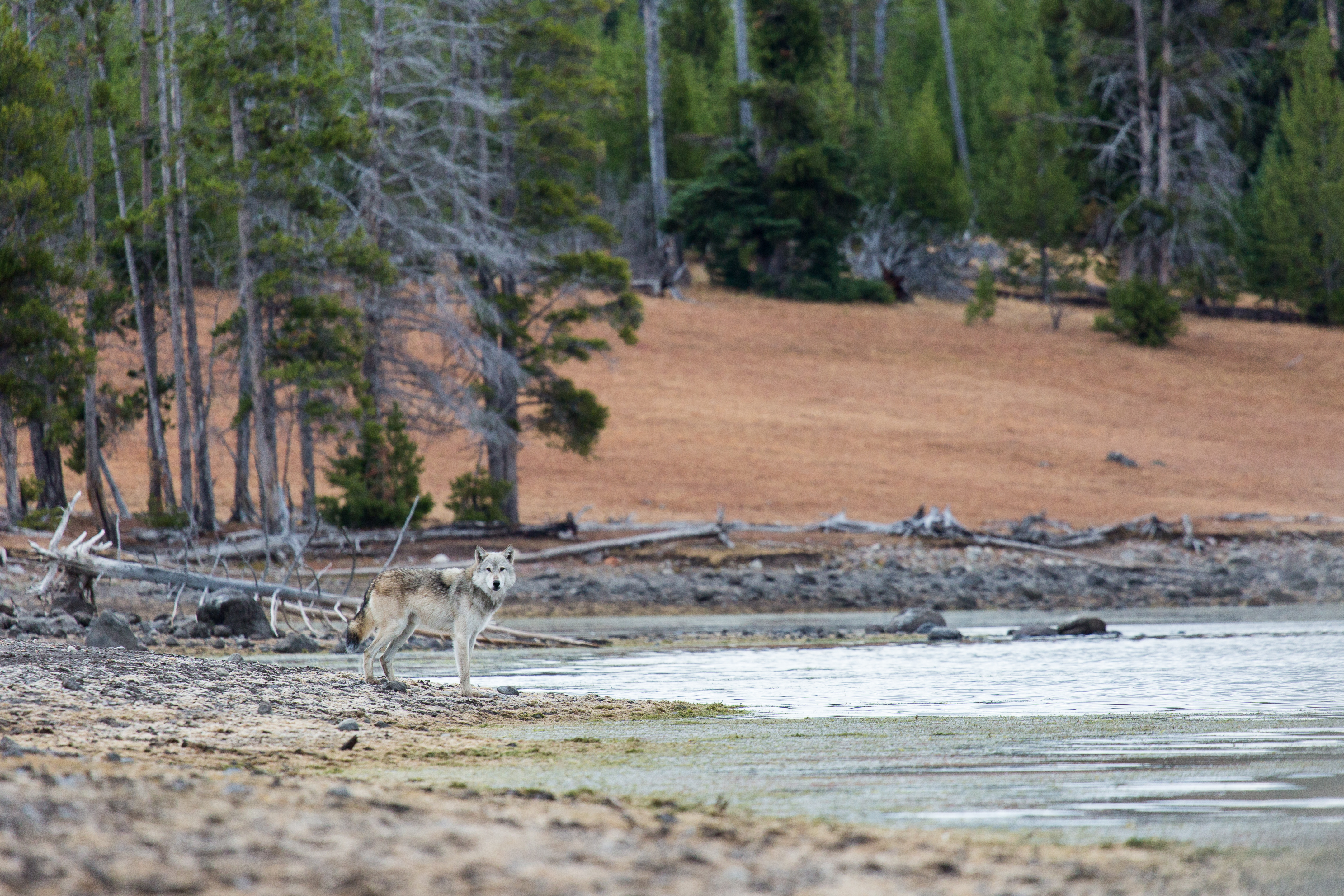
Vlk obecný v Yellowstonském národním parku, kam byl úspěšně reintrodukován v roce 1995

Reintrodukce či též repatriace je nejčastějším případem translokace druhu. Pomocí reintrodukce dochází k založení nové, životaschopné populace volně žijících organismů v místě jejich historického výskytu. Vymizení taxonu (nejčastěji druhu, případně poddruhu či populace) z určité oblasti typicky nastává vlivem člověka (ztráta či přeměna biotopů, nadměrný lov, introdukce invazních živočichů). Typickým příkladem reintrodukce je reintrodukce vlků do Yellowstonského národní parku. Vlci byli v tomto parku nejdříve hojně rozšíření, do roku 1925 nadměrně loveni k vyhnutí, a v roce 1995 došlo k jejich opětovné reintrodukci.

### Posílení populace
Pod posílením populace (re-stocking) se rozumí záměrný přesun organismu do existující populace téhož druhu. Cílem takového posílení bývá zlepšení životaschopnosti populace pomocí navýšení počtů, zlepšení genetické diverzity nebo navýšení poměru specifické demografické skupiny v populaci (např. mláďat nebo samic). Za příklad lze uvést početní posílení populací lososů, ke kterému pravidelně dochází mj. v Severní Americe a ve Skotsku.

### Záložní populace
Dalším důvodem cílené, člověkem iniciované translokace druhu je vytvoření záložní populace (insurance population). Idea vytvoření záložních populací sahá do 80. let 20. století, kdy tuto metodu začaly prosazovat zoologické zahrady. U záložních populacích velkých tvorů (např. nosorožců a dalších kopytníků) je často organizačně složité a finančně nákladné udržení genetické diverzity v populaci. Obecně se dá říci, že u záložních populací se chovné instituce snaží o zachování 90 % genetické rozmanitosti v horizontu následujících 100–200 let. Ideálně by záložní populace měla být co nejvíce životaschopná a v budoucnu by měla sloužit jako zdroj reintrodukce druhu do volné přírody. V celé řadě případů záložní populace chované v zajetí však nesplňují výše uvedené podmínky. Příkladem dobrého managementu záložní populace je populace tasmánských čertů, která si v zajetí udržuje genetickou diverzitu srovnatelnou s volně žijící populací.